# Leuchtturm Moritzburg
Der Leuchtturm in Moritzburg ist ein Binnenleuchtturm in Sachsen. Der Staffagebau (Folly) entstand im späten 18. Jahrhundert als Teil einer Kulisse für nachgestellte Seeschlachten (Naumachie). Er ist der einzige für diesen Zweck gebaute Leuchtturm in Deutschland und gleichzeitig einer der ältesten Binnenleuchttürme der Bundesrepublik.

## Standort
Der Leuchtturm steht in der Gemarkung Moritzburg am westlichen Ufer des Niederen Großteichs, der zu den nordwestlich von Dresden gelegenen Moritzburger Teichen gehört. Der Turm befindet sich etwa zwei Kilometer östlich der Ortslage Moritzburg, einen Kilometer westlich des Radeburger Ortsteils Bärnsdorf und 700 Meter nördlich von Cunnertswalde. Nahe dem Leuchtturm gehen Friedewald und Moritzburger Teichgebiet in die Moritzburger Kleinkuppenlandschaft über.
Am Leuchtturm, der selbst nahe der Spitze einer halbrunden, etwa 50 Meter langen Mole steht, befindet sich eine Hafenanlage. Unmittelbar daran grenzt die alte Moritzburger Fasanerie mit dem 200 Meter westlich des Leuchtturms gelegenen Fasanenschlösschen an. Knapp zwei Kilometer westlich steht das Schloss Moritzburg.

## Bauliches
Der Moritzburger Leuchtturm ist eine massive Steinkonstruktion. Er erreicht eine Gesamthöhe von 21,8 Metern. Die unteren sechs Meter, die auf einem kreisrunden Sockel stehen, sind in der Form eines sich nach oben verjüngenden Kegelstumpfs ausgeführt. Darüber liegt ein Gurtgesims. Oberhalb davon, im mittleren Teil des Turms, setzt sich der zweigeschossige Schaft in der Form eines geraden Kreiszylinders von noch einmal sechs Metern Höhe fort. Den oberen Teil machen das zweiteilige, geschwungene Kupferdach, die achteckige Laterne mit ihren schmalen, hohen Fenstern und dem Lampenhaus sowie die Wetterfahne aus. Die Architektur zeigt Anklänge an den ostasiatischen Pagodenstil. Ein äußerlich recht ähnliches Bauwerk ist der 1900 erbaute Leuchtturm Kaiserschleuse in Bremerhaven.
Die vergitterten Eingänge des Leuchtturms liegen auf der dem Hafen zugewandten Westseite und gegenüber auf der Ostseite. Nach Norden und Süden befindet sich in etwa anderthalb Metern Höhe je ein bullaugenförmiges Fenster; etwa zwei Meter darüber sowie über den beiden Türen liegen insgesamt vier etwas kleinere, ebenfalls kreisrunde Fensteröffnungen. Der Mittelteil des Turms weist in jede der vier Haupthimmelsrichtungen eine Öffnung auf, die einem kleinen Balkon ähnelt und mit einem Geländer versehen ist. Im Turminneren führt eine stählerne Wendeltreppe mit 74 Stufen nach oben bis zum Lampenhaus, in dem sich eine kleine Plattform befindet. Das Muster aus roten Rechtecken und weißen „Fugen“ ist lediglich eine Bemalung, die die norddeutsche Backsteinarchitektur simulieren sollte. Von Weitem betrachtet, erscheint der Leuchtturm rosarot.

## Geschichte
Die Errichtung des Leuchtturms und weiterer maritimer Bauwerke am Großteich geschah in Würdigung eines historischen Ereignisses. Anfang Juli 1770 hatten russische Schiffe unter Führung von Alexei Grigorjewitsch Orlow die osmanische Flotte in der Seeschlacht von Çeşme in der östlichen Ägäis besiegt. Als Friedrich August III. den russischen Admiral 1775 in Dresden empfing, erfuhr der Kurfürst aus erster Hand Einzelheiten der Seeschlacht. Davon beeindruckt, ließ er am Großteich nahe dem Jagdschloss Moritzburg eine ganze Küstenlandschaft nachbauen.
Um 1780 entstand so auch eine Hafenanlage mit repräsentativer, von Mauern gefasster Anlegestelle, steinernen Pollern und einer Mole, auf der der Leuchtturm gebaut und Kanonen aufgestellt wurden. Außerdem ließ der Kurfürst für die Nachstellung der Schlacht auf dem Großteich mehrere Kriegsschiffe nachbauen. Der Leuchtturm war somit faktisch Teil der Kulisse eines großen Freilichttheaters, bis die Festivitäten zu Beginn der Koalitionskriege eingestellt wurden.
Der Turm gilt als zweitältester Binnenleuchtturm Deutschlands nach dem Mangenturm in Lindau am Bodensee; er ist mehrere Jahrzehnte älter als beispielsweise der Heliosturm in Köln-Ehrenfeld und der Neue Lindauer Leuchtturm. Spätestens bis zur Errichtung eines Binnenleuchtturms am Bärwalder See in der Oberlausitz bei Klitten im Jahr 2011 war das Gebäude zudem Sachsens einziger Binnenleuchtturm.
Für die Navigation von Schiffen hatte der rund 400 Kilometer von der nächsten Küste (Ostsee bei Usedom) entfernte Moritzburger Leuchtturm freilich nie eine Bedeutung. Die Distanz zum gegenüberliegenden Ufer des Großteichs bei Bärnsdorf beträgt kaum mehr als 500 Meter, ein derart hohes Schifffahrtszeichen ist dort folglich unnötig.
Die Wendeltreppe im Inneren des Leuchtturms war zunächst aus Holz. Sein ursprünglich achteckiges Zinkdach war in früherer Zeit geschweift. Es ging 1949 bei einem Brand verloren und wurde durch ein Schieferdach ersetzt, das 2006 der heutigen Kupferkonstruktion wich.
Von 2006 bis 2007 sanierte der Staatsbetrieb Sächsisches Immobilien- und Baumanagement (SIB) den Leuchtturm in knapp zehn Monaten Bauzeit für 270.000 Euro. Dabei erhielt der Turm auch eine „Befeuerung“. Sie ist auf der Spitze der zentralen Stütze der Wendeltreppe angebracht und zu besonderen Anlässen auch eingeschaltet. Wolfgang Voß, Staatssekretär im Sächsischen Finanzministerium, übergab am 22. August 2007 das restaurierte Gebäude an die Staatlichen Schlösser, Burgen und Gärten Sachsen.

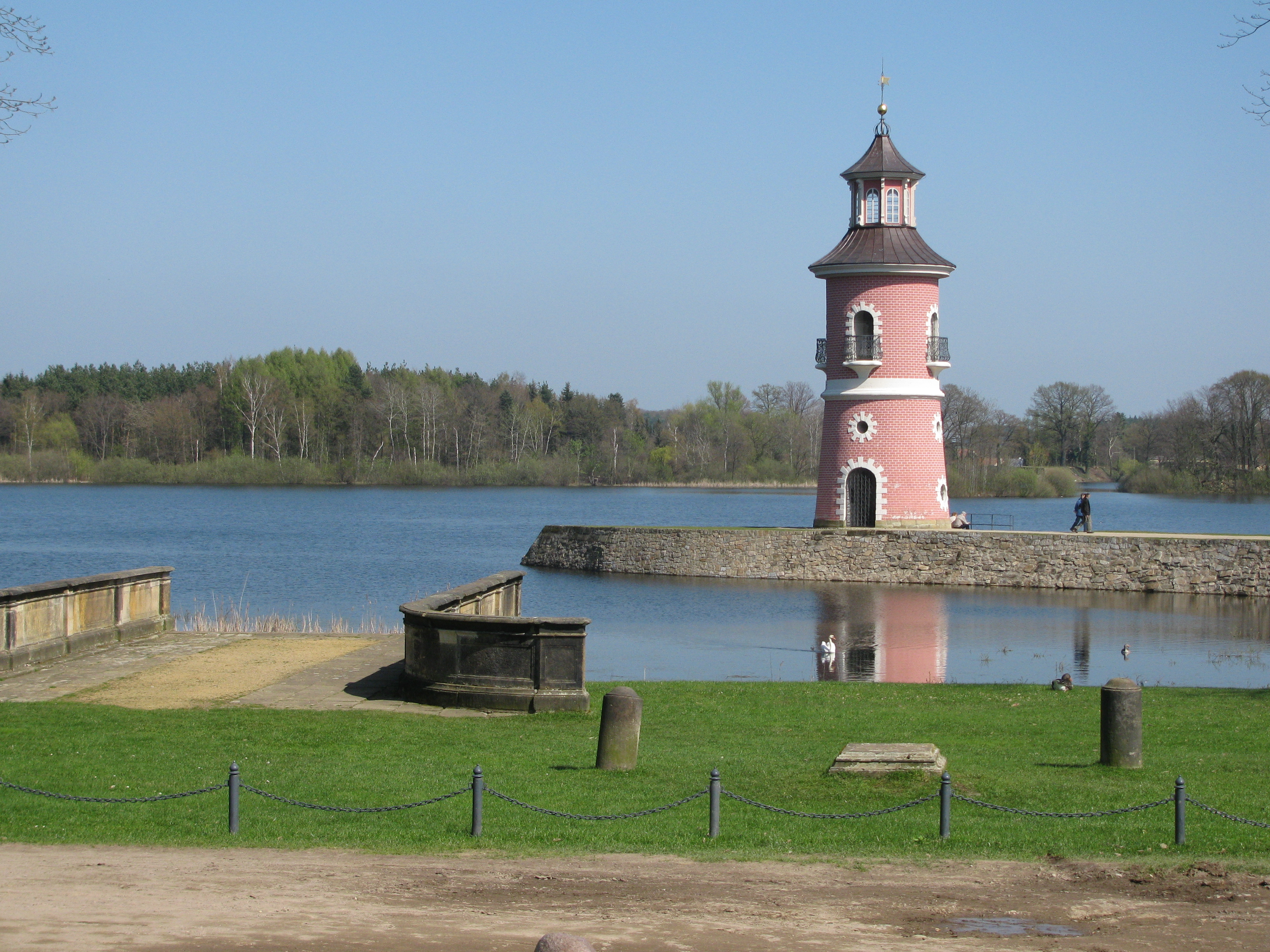
Blick auf die Hafenanlage am Großteich mit Mole, Leuchtturm, Anlegestelle und Pollern
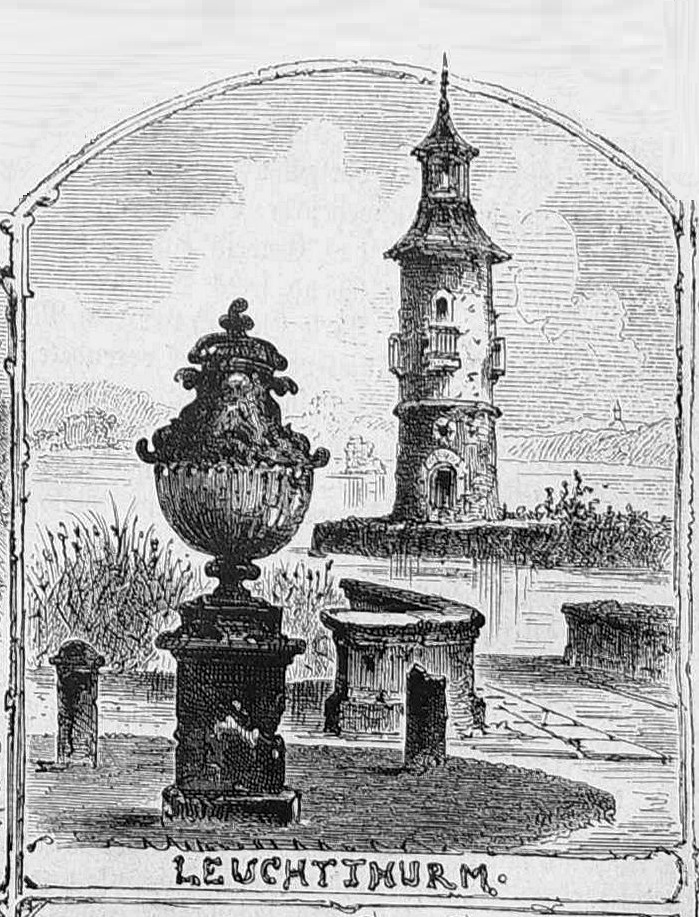
Darstellung des „Leuchtthurms“, Herbert König, 1871
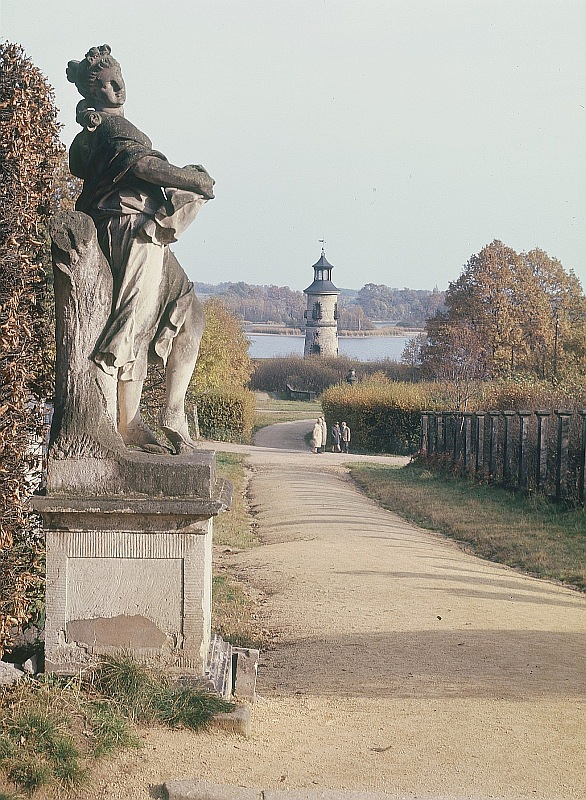
Blick auf den Leuchtturm (Aufnahme zwischen 1950 und 1977)
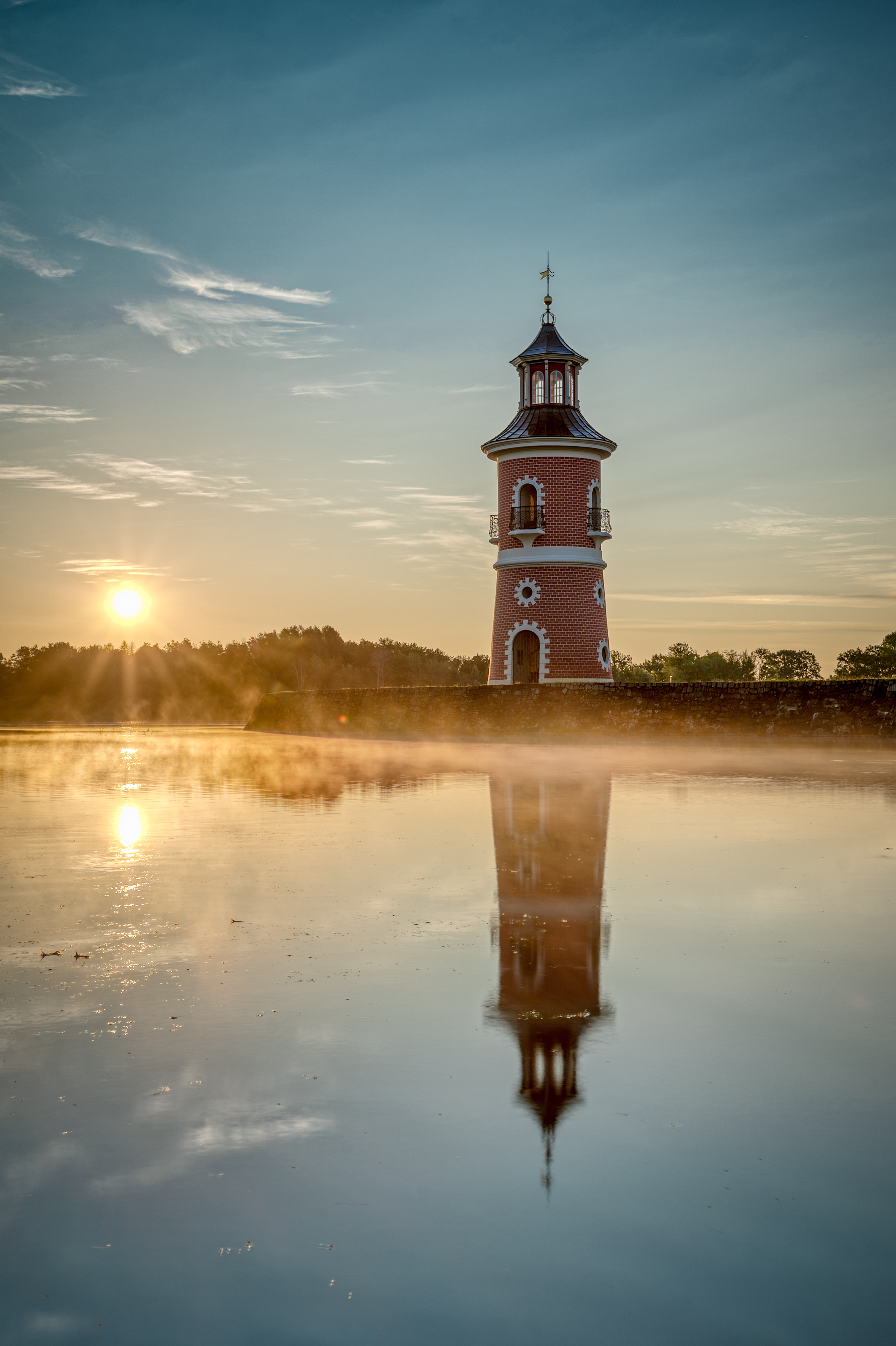
Leuchtturm Moritzburg bei Sonnenaufgang

## Besichtigung
Die Besichtigung des Leuchtturms ist von Mai bis Oktober sonntags von 11 bis 16 Uhr im Rahmen von Führungen möglich. Außerdem ist er zu besonderen Anlässen wie dem Tag des offenen Denkmals sowie für Sonderführungen geöffnet und begehbar.

## Film und Fernsehen
Der Moritzburger Leuchtturm diente in der Vergangenheit mehrfach als Kulisse für Fernsehsendungen, z. B. „Trau dich!“ (RTL II), „Schlössertour“ (Dresden Fernsehen), „Heute auf Tour“ (MDR) und „Kaffee oder Tee?“ (SR). In der Zeit der DDR war der Leuchtturm in zwei Folgen der Fernsehserie „Polizeiruf 110“ zu sehen: „Fehlrechnung“ (1974) und „Der Fensterstecher“ (1976).

## Philatelistisches
Mit dem Ausgabedatum 11. Juni 2015 gab die Deutsche Post in Erweiterung der Briefmarkenserie Leuchttürme ein Postwertzeichen im Wert von 45 Eurocent mit dem Motiv des Leuchtturms Moritzburg heraus. Der Entwurf stammt vom Grafiker Johannes Graf aus Dortmund.